# Neuville-lès-Loeuilly

Neuville-lès-Lœuilly este o comună în departamentul Somme, Franța. În 1 ianuarie 2018 avea o populație de 129 de locuitori.